# Siménfalvy Ágota
Siménfalvy Ágota (Budapest, 1976. június 11. –) Súgó Csiga díjas magyar színésznő. Édesapja Siménfalvy Lajos színművész, akinek a nagybátyja Siménfalvy Sándor volt.

## Életpályája
Hatéves korától (1982) tagja volt a Magyar Rádió Gyermekkórusának. Nyolcéves korától (1984) Igaz Lucy tanodájában táncolt, ahol balett, jazz-balett, sztepp, színpadi tánc képzést kapott. Ezután a Lakner Lívia által vezetett Guttenberg Gyermekszínházba került; itt 3 évig szerepelt gyerekdarabokban.
Középiskolai tanulmányait a Városmajori Gimnáziumban végezte 1990–1994 között. A gimnázium színjátszó körének egyik előadásával szerepelt az Országos Diákszínjátszó fesztiválon, így került a Pinceszínház 1994–1995 akkor alakuló társulatának növendékei közé. Ezután felvételt nyer az Operettszínház stúdiójába 1995–1997, Mikolay László osztályába, első nagyszínpadi szerepe, Dobostorta című operettben volt. Egy válogatás során megkapta a Veszprémi Petőfi Színház West Side Storyjának Anitáját, Vándorfi László rendezésében. 1997-ben felvételt nyert a Színház- és Filmművészeti Egyetem operett-musical szakára, Szirtes Tamás és Léner Péter osztályába.
Az egyetem után a Budapesti Operettszínházba szerződött, amelynek azóta is tagja. Tagja a Budapesti Operettszínház tagjaiból alakult Operett Angyalai formációnak. (További tagok: Szinetár Dóra, Janza Kata, Kékkovács Mara). Három évig forgatott a TV2 Jóban Rosszban című sorozatában (Székács Irén; aneszteziológus/altatóorvos), 2007-től az M1 M.O.M. Musical-operett magazin háziasszonya, műsorvezetője.
2009 novemberében Farkas Gábor Gábriellel közösen nekik szóló albumot adott ki. Az Örökre szépek – Mese és Rajzfilmslágerek című CD-n.
Pályája új szakaszába lépett 2010-ben. Ekkor jelent meg új CD-je Ébred valami a szívemben címmel! Az albumon a ’70-es, ’80-as, ’90-es évek olyan kultikus poplegendák dalai hallhatóak a mai kornak és hangzásigénynek maximálisan megfelelő feldolgozásban, mint például Kovács Kati vagy Cserháti Zsuzsa.

## Színházi szerepei
| - Szabó Magda–Somogyi Szilárd: Abigél....Horn Mici - Ábrahám Pál: Bál a Savoyban....Daisy Parker - John Kander–Fred Ebb–Bob Fosse: Chicago....Cseng-Li - John Osborne: Dühöngő ifjúság....Helena Charles - Együtt a sztárok! (gála) - Jule Styne–Bob Merill: Funny Girl....Fanny Brice - Vajda Gergely–Almási–Tóth András - Borbély Szilárd: A Gólem....Mirjam - Parti Nagy Lajos: Ibusár....Sárbogárdi Jolán/Amália - Joe Masteroff–John Kander–Fred Ebb: Kabaré....Kost kisasszony - Lehetsz király - Huszka Jenő–Martos Ferenc: Lili bárónő....Clarisse, a színésznő - A magyar operett története - Magyar Szupersztárok - Kállai István–Böhm György: Menyasszonytánc....Patkós Rózsi | - Lévay Szilveszter–Michael Kunze: Mozart!....Constanze - Richard Rodgers–Oscar Hammerstein: A muzsika hangja....Maria Reiner, apácanövendék - Shakespeare–Gérard Presgurvic: Rómeó és Júlia....Capuletné - Frank Wildhorn–Jack Murphy: Rudolf - Fekete katalin: Só és Cukor (Salt And Sugar)....A Nő - Neil Simon–Cy Coleman–Dorothy Fields: Sweet Charity (Szívem csücske)....Charity Masina Valentine, a palermoi lány - Alan Menken–Howard Ashman–Tim Rice: A Szépség és a Szörnyeteg....Madame de La Nagy Komód - Szívből szeretni - Valentin-napi musicalgála - Leonard Bernstein–Arthur Laurents: West Side Story....Anita - Bertolt Brecht: Koldusopera....Peachumné - Böhm György: Musicalmesék....Tündér |

## CD-jei
- La Mancha lovagja
- Mindhalálig Musical
- A Szépség és a Szörnyeteg (főcímdal)
- Menyasszonytánc
- Örökre szépek – Mese és Rajzfilmslágerek Duettalbum Farkas Gábor Gábriellel (2009)
- Ébred valami a szívemben (2010)

## Filmjei
- Libiomfi (2003)
- Szentiván napja (2003)
- 28% (2005)
- Jóban Rosszban (2005–2006)

## Díjai, elismerései
- Bársony Rózsi Emlékgyűrű (2004)[1]
- Súgó Csiga díj (2006)
- Honthy-díj (2022)

## Külső hivatkozások
- Siménfalvy Ágota a PORT.hu-n (magyarul)
- Siménfalvy Ágota az Internet Movie Database oldalain